# Aswini

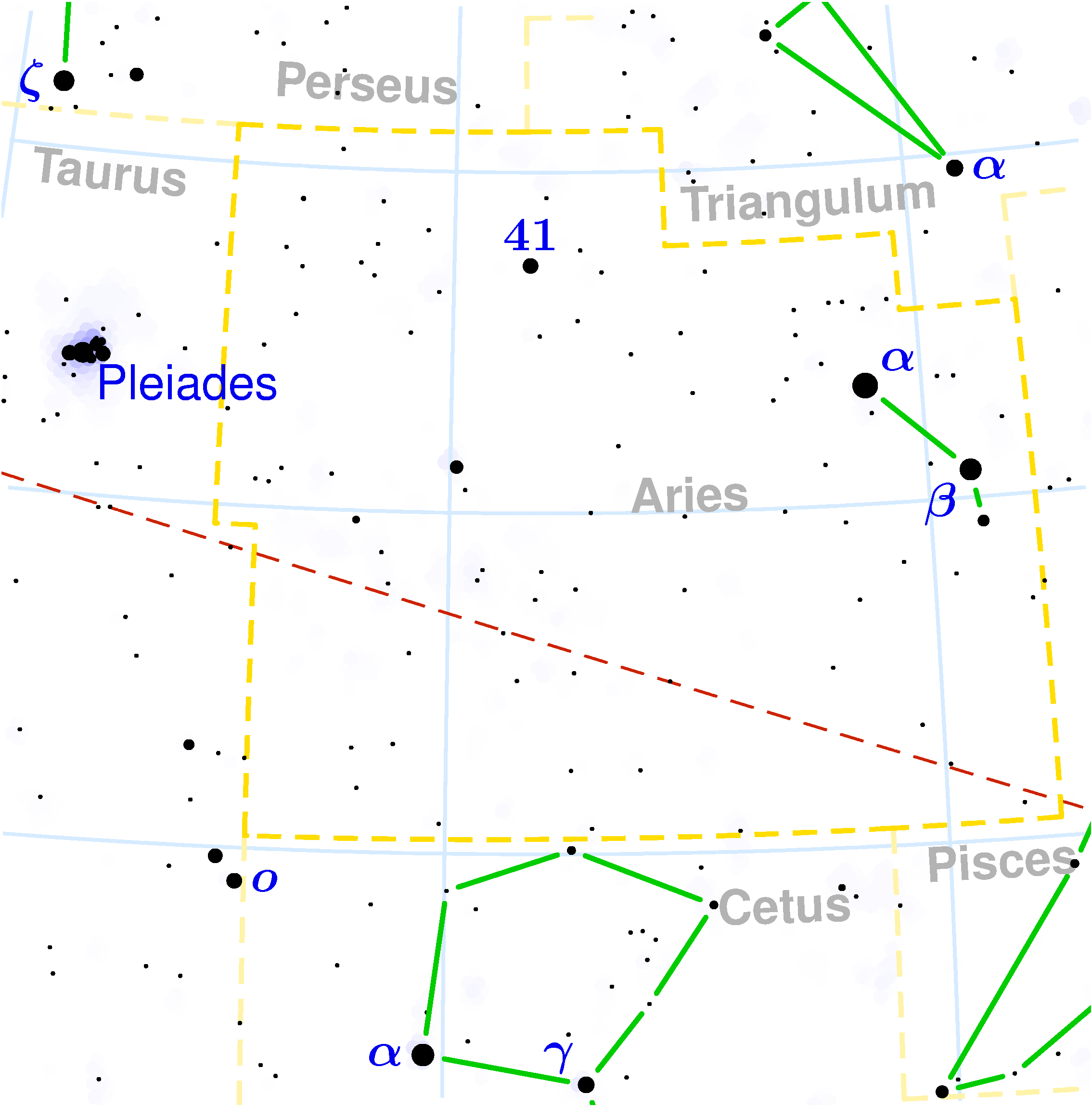
Mapa de Áries mostrando Aswini

Aswini, Ashwini, Ashvin ou ainda Asvinau (sânscrito: अश्विन्, transl.: Aśvin, lit. "possuidores de cavalos"), são deuses gêmeos hindus associados à medicina, saúde, amanhecer e às ciências. No Rigveda, são descritos como uma dupla de jovens cavaleiros divinos, viajando em uma carruagem puxada por cavalos que nunca se cansam, e retratados como deidades guardiãs, que protegem e salvam as pessoas em diversas situações.
Na Jyotisha (astrologia hindu), é a primeira das 27 nakshatras. É identificada quando a Lua se encontra nas posições entre 0º00’ e 13º20’ de Áries.
Seu nome sânscrito vem da palavra sânscrita que significa "cavalo". Um dos significados de Ashwini é ‘égua’, representando energia, rapidez e um instinto maternal de cuidado.
Seu planeta regente é Ketu. Conhecido nos Puranas como o corpo sem cabeça do planeta-sombra Rahu, Ketu é associado à intensidade, perda e transcendência.

## Simbolismo
Aswini é governada pelos Aswini Kumaras, os gêmeos cabeças de cavalo que serviam como médicos aos deuses. Personificada, Aswini é considerada a esposa do Kumaras Aswini. Ela é representada pela cabeça de um cavalo ou mel da colmeia de abelhas.
De acordo com a mitologia, o senhor Indra tentou impedir que os Kumaras Ashwini procurassem a educação farmacêutica do deus do Sol. 
Sendo assim, pessoas nascidas com a lua em Aswini são suscetíveis a ter lacunas em sua vida educacional. A lua em nakshtra de Aswini tem uma "relação hostil" com pessoas da lua em Jyeshta, uma vez que esta, na mitologia, é governada pelo senhor Indra.
Acredita-se que se a Lua passa através da constelação durante a época do nascimento de uma pessoa, isso surtirá efeito sobre os traços de personalidade na vida adulta. Assim, quem nascer quando a lua estiver em Aswini se moverá rapidamente e facilmente. Os homens são brilhantes, espertos e inteligentes. As mulheres tendem a possuir a beleza física.